# Мандельбаум, Марк Миронович
Марк Миронович Мандельбаум (17 января 1929, Кишинёв, Румыния — 9 января 2017, Иркутск, Российская Федерация) — советский и российский геолог, один из первооткрывателей Верхнечонского нефтяного и Ковыктинского газоконденсатного месторождений. Доктор геолого-минералогических наук (1968), профессор (1970).

## Биография
Родился в семье типографского работника Меера Фроимовича (Мирона Ефремовича) Мандельбаума и Рахили Марковны (Мордхелевны) Ительзон. Окончил Кишинёвский государственный университет по специальности геология (1952).
В 1949—1952 годах — коллектор Молдавнефтегеологии; в 1952—1955 годах — геолог, старший геолог, начальник сейсморазведочной партии Восточного геофизического треста в Иркутске. С 1955 по 2007 год — главный геолог ГГП «Иркутскгеофизика».
Диссертацию кандидата геолого-минералогических наук по теме «Геологическое строение и нефтегазоносность зоны Верхнеангарских дислокаций» защитил в 1961 году, доктора геолого-минералогических наук по теме «Методические основы нефтегазопоисковых исследований в южной части Сибирской платформы» — в 1966 году.
С 1970 года — заведующий кафедрой региональной геологии и геофизики Иркутского государственного университета.
Один из первооткрывателей Верхнечонского нефтяного и Ковыктинского газоконденсатного месторождений.
Автор 12 монографий, в том числе «Нефтегазоносность палеозойских отложений на Непском своде», «Непско-Ботуобинская антеклиза» (М.: Недра, 1986), «Прямой поиск углеводородов геофизическими методами» (М.: Наука, 1988), «Дифференциально-нормируемые методы электроразведки» (1996).

## Семья
Жена — Тамара Анатольевна Михалёва, партийный работник, дочери — Ольга, кандидат философских наук, и Светлана, геолог.

## Награды и звания
Награждён орденом Дружбы народов (1986), медалью «За трудовую доблесть» (1976); тремя знаками «Первооткрыватель месторождения» (1989), знаками «Почётный разведчик недр» (1989), «Отличник разведки недр» (1979), «Почётный ветеран СО АН СССР» (1983). Заслуженный геолог Российской Федерации (1983). Почётный гражданин Иркутской области.
Лауреат премии Совета Министров СССР за монографию «Геология и сейсмичность зоны БАМ» (1988) и Государственной премии Российской Федерации в области науки и техники за научное обоснование и открытие месторождений нефти и газа в докембрийских отложениях Сибирской платформы (1994).

## Публикации
- М. М. Мандельбаум, Н. Н. Пузырёв, Н. И. Рыхлинский. Прямой поиск углеводородов геофизическими методами. М.: Наука, 1988. — 154 с.
- В. Д. Мац, Г. Ф. Уфимцев, М. М. Мандельбаум. Кайнозой Байкальской рифтовой впадины. Строение и геологическая история. Новосибирск: Издательство СО РАН, 2001. — 249 с.

## Под редакцией М. М. Мандельбаума
- Теория и методика геохимических поисков залежей нефти и газа на Сибирской платформе. Иркутск: Издательство Иркутского университета, 1982. — 152 с.
- Геология и полезные ископаемые Восточной Сибири. Иркутск: ИГУ, 1983. — 112 с
- Геология и полезные ископаемые Восточной Сибири. Иркутск: ИГУ, 1984. — 118 с.
- Геология и полезные ископаемые Восточной Сибири. Иркутск: ИГУ, 1985. — 138 с.
- Геология и полезные ископаемые Восточной Сибири. Иркутск: ИГУ, 1986. — 215 с.
- Геология и полезные ископаемые Восточной Сибири. Иркутск: ИГУ, 1988. — 138 с.